# 3584 Aisha
3584 Aisha eller 1981 TW är en asteroid i huvudbältet som upptäcktes den 5 oktober 1981 av den amerikanske astronomen Norman G. Thomas vid Anderson Mesa Station. Den har fått sitt namn efter upptäckarens barnbarn, Aisha R. Thomas.
Asteroiden har en diameter på ungefär 26 kilometer.